# Смілка Завадського
Смілка Завадського елізанта Завадського як Elisanthe zawadzkii (Herbich) Klokov (Silene zawadzkii) — вид рослин з родини гвоздикових (Caryophyllaceae), ендемік Східних Карпат. Вид названо на честь Олександра Завадського.

## Опис

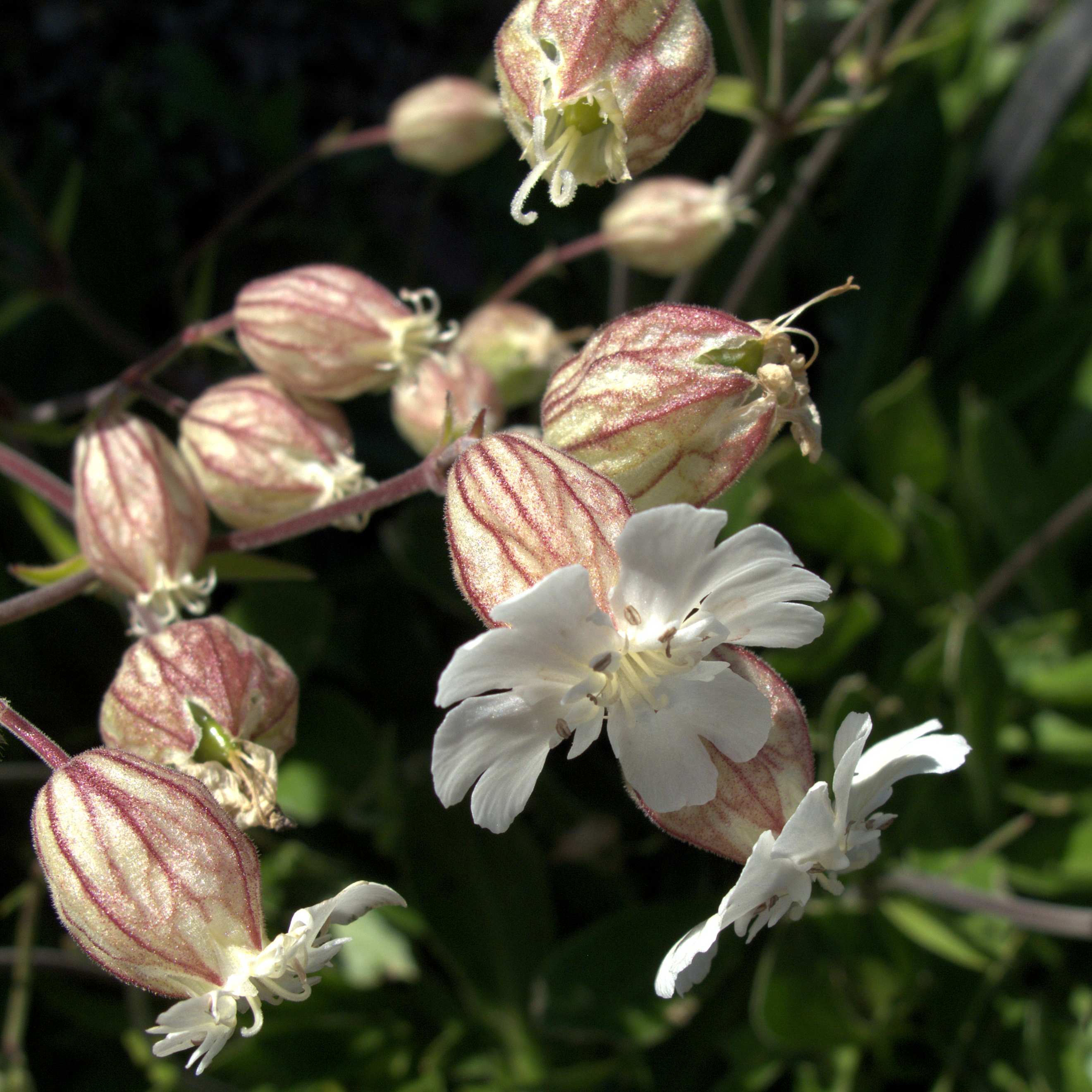

Багаторічна рослина, трава 15–30 см заввишки. Без запушення (крім чашечки і карпофорів). Листки шкірясті, майже всі зосереджені в прикореневих розетках. Чашечки яйцеподібні, 15–17 мм завдовжки, з тупими зубцями. Пелюстки білі, 20–24 мм завдовжки, з придатками. Коробочки яйцеподібні, 10–12 мм завдовжки.

## Поширення
Ендемік східних Карпат — України та Румунії.
В Україні вид зростає на високогірних кам'янистих місцях — у Карпатах (Чернівецька та Івано-Франківські область); під охороною.

## Збереження
Охороняється в заказнику загальнодержавного значення «Чорний Діл» (Чернівецька обл.), пам'ятці природи «Каменець» (Івано-Франківська обл.). Необхідно взяти під охорону місце зростання в ур. Прелуки, культивувати в ботанічних садах, контролювати стан популяцій. Заборонено порушення умов зростання, збирання рослин.